# Fabriciana infrarufescens
Fabriciana infrarufescens är en fjärilsart som beskrevs av Barend J. Lempke 1956. Fabriciana infrarufescens ingår i släktet Fabriciana och familjen praktfjärilar. Inga underarter finns listade i Catalogue of Life.